# قرن جلدي
القرون الجلدية (بالإنجليزية: Cutaneous hornsوباللاتينية: cornu cutaneum) هي أورام جلدية كيراتينية غير عادية نادرة ذات مظهر يشبه القرون، أو أحيانًا تشبه الخشب أو المرجان، وعادةً ما يتجاوز طولها نصف قطر قاعدتها. رسميًا، هذا هو التشخيص السريري لـ "نتوء مخروطي فوق سطح الجلد". عادة ما تكون صغيرة وموضعية ولكنها قد تكون أكبر بكثير في حالات نادرة جدًا. على الرغم من أنها حميدة في كثير من الأحيان، إلا أنها قد تكون أورام خبيثة أو ما قبل الخبيثة.

## العلامات والأعراض

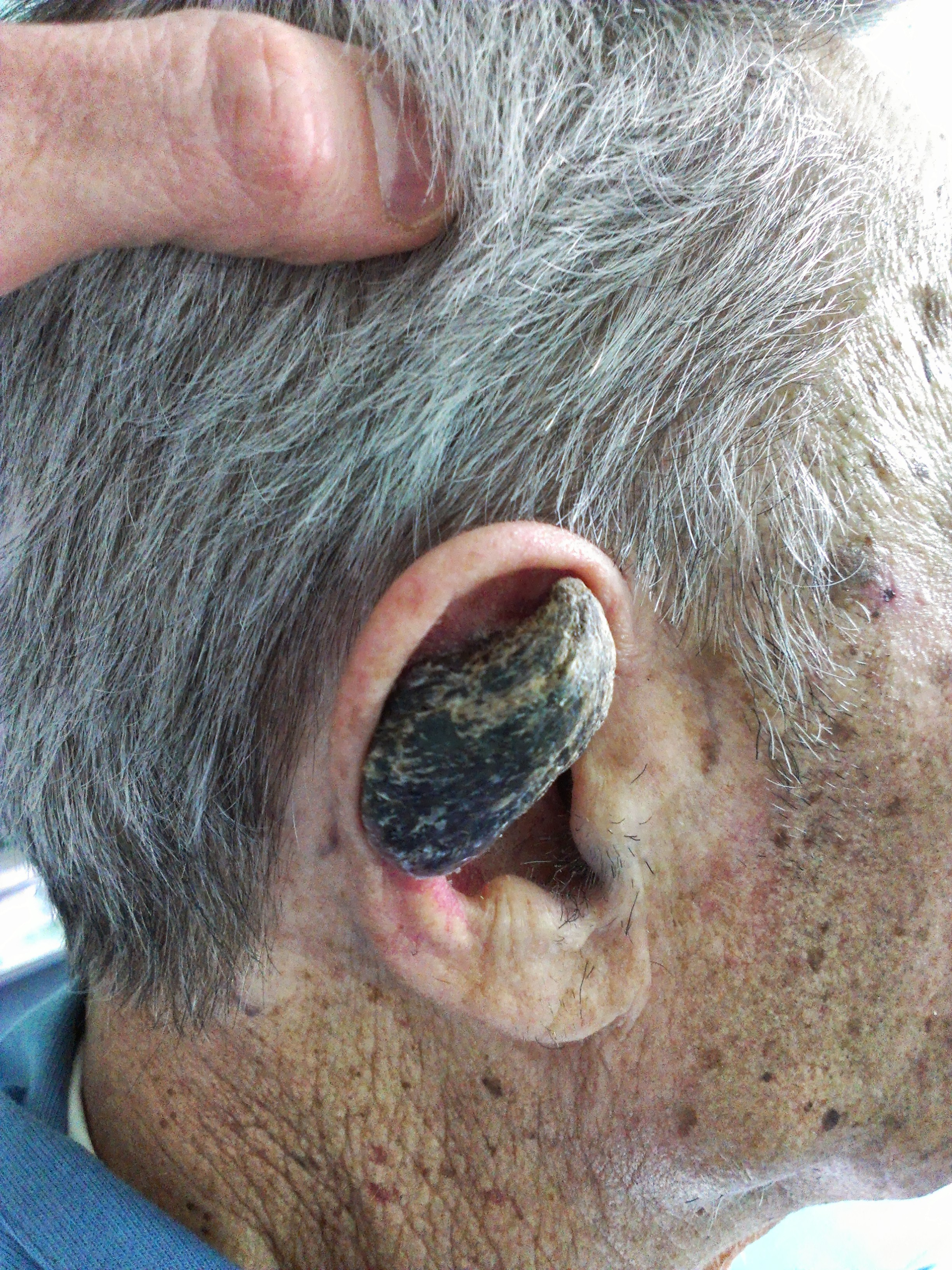
قرن جلدي في الأذن اليمنى.

عادةً ما تكون القرون الجلدية بدون أعراض. ولكن يمكن أن تكون مسببة للألم والالتهاب في حال تعرضها للاصابة.بينما لا توجد سمات معينة يمكنها تأكيد أو استبعاد الآفات الخبيثة بشكل موثوق، فإن الآفات الخبيثة أكثر شيوعًا في المرضى الأكبر سنًا والذكور مقارنة بالإناث. من المحتمل أيضًا الإصابة بسرطان الخلايا الحرشفية إذا كان القرن يحتوي على السمات التالية: مؤلم، حجمه كبير، تصلب عند القاعدة، الموقع التشريحي على الأنف والأذنين وظهر اليدين وفروة الرأس والساعدين والوجه والقضيب، قاعدة عريضة أو نسبة ارتفاع إلى قاعدة منخفضة، احمرار عند قاعدة قاعدة القرن، عدم تكوين تراس، بسبب النمو السريع غير المنظم.
تكون الآفة الموجودة في قاعدة رابية الكيراتين حميدة في أغلب الحالات (حولي 60%). وتحدث الخباثة في ما يصل إلى 40% من الحالات، أو 20% وفق مصادر أخرى.يعتبر سرطان الخلايا الحرشفية النوع الأكثر شيوعًا. ويزداد معدل الإصابة بسرطان الخلايا الحرشفية إلى 37% عندما يكون القرن الجلدي موجودًا على القضيب.

## الأسباب
لا يزال سبب ظهور القرون الجلدية غير معروف، ولكن يُعتقد أن التعرض للإشعاع يمكن أن يؤدي إلى ظهور هذه الحالة. ويتضح ذلك من خلال ارتفاع معدل الحالات التي تحدث على الوجه واليدين، وهي المناطق التي غالبًا ما تتعرض لأشعة الشمس. علاوة على ذلك، هناك انتشار أعلى في البلدان الآسيوية ذات المناخ الدافئ. وقد أبلغت حالات أخرى عن ظهور قرون جلدية ناجمة عن ندوب الحروق. كما هو الحال مع العديد من حالات الجلد الأخرى التي تشبه الثؤلول، فقد تم اقتراح ارتباطها بعائلة فيروس الورم الحليمي البشري، وخاصة النوع الفرعي HPV-2.
القرن الجلدي أكثر شيوعًا لدى المرضى الأكبر سنًا، وتكون ذروة حدوثه بين الأشخاص الذين تتراوح أعمارهم بين 60 و70 عامًا. وهو شائع بين الذكور والإناث على قدم المساواة، على الرغم من أن خطر أن تكون الآفة خبيثة يكون أعلى لدى الرجال. وقد افتُرض أنه أكثر شيوعًا لدى الأشخاص ذوي البشرة الفاتحة (النوع الضوئي الأول والثاني للجلد)، ولكن لم يتم إثبات هذه الفرضية بعد.
حوالي نصف القرون الجلدية لها قاعدة حميدة، والنصف الآخر خبيثة أو ما قبل خبيثة. الآفات الكامنة الأكثر شيوعًا هي التقران المثي، والثؤلولات الفيروسية (بسبب فيروس الورم الحليمي البشري)، والتقرن السفعي، وسرطان الخلايا الحرشفية جيد التمايز (المرتبط بالتعرض لأشعة الشمس وغيرها من مصادر الأشعة فوق البنفسجية).

## المظهر
- يظهر القرن الجلدي بشكل عام على شكل نتوء مستقيم أو منحني، صلب، بني مصفر من الجلد. ويمكن أن يكون محاطًا بجلد طبيعي أو يكون له حافة من الجلد السميك.
- قد يكون جانب القرن على شكل مصطبة أو يشبه صدفة المحار مع حواف أفقية.
- قد تكون قاعدة القرن مسطحة أو بارزة أو تشبه الفوهة.
- قد يكون الالتهاب موجودًا بسبب الإصابة المتكررة.
- عادةً ما يكون القرن أطول من ضعف عرض القاعدة.
- قد يتراوح حجمه من بضعة ملليمترات إلى عدة سنتيمترات. ولكن توجد قرون عملاقة - أكبر حالة موصوفة هي امرأة باريسية تبلغ من العمر 76 عامًا تدعى مدام ديمانش (الأرملة الأحد) في القرن التاسع عشر، والتي نبت لها قرن من جبهتها بلغ طوله 25 سم (راجع قسم حالات ملحوظة).

- عادةً ما تكون القرون الجلدية مفردة ولكن يمكن أن تكون متعددة.
- يمكن أن تحدث في أي مكان من الجسم، ولكنها أكثر شيوعًا في المناطق المعرضة للشمس وخاصة الرأس والأذنين وظهر اليدين والساعدين.
- وقد تحدث أيضًا على الصدر والرقبة والكتف والقضيب.[21]

## الفسيولوجيا المرضية
القرن الجلدي هو آفة محددة جيدًا، مفرطة التقرن، يبلغ ارتفاعها أكثر من نصف قطر قاعدتها. يمكن أن تنشأ من أي جزء من الجلد أو الغشاء المخاطي، وتعتمد الفسيولوجيا المرضية لها على المرض الأساسي. تميل الآفات المرتبطة بعمليات المرض الحميدة إلى النمو ببطء على مدى بضعة أشهر إلى سنوات. ومع ذلك، فإن الأمراض ذات معدل النشاط الانقسامي الأعلى، مثل سرطان الخلايا الحرشفية، يمكن أن تؤدي إلى مرحلة نمو سريعة وتطور القرون. إن الضرر التراكمي الشعاعي الأكثر أهمية ومعدلات التنكس الورمي الأعلى الموجودة لدى كبار السن تجعل هذا السكان أكثر عرضة للقرون الخبيثة. الآفات ذات القاعدة الأوسع هي أكثر عرضة لأن تكون خبيثة من تلك ذات القاعدة الأضيق.
صنف مونتجومري (1941) القرون الجلدية إلى 5 أنواع. تم تمييز هذه الأنواع الفرعية من خلال المظهر والبنية النسيجية والسبب.
- القرن الجلدي الناشئ عن كيسة بشرانية.
- القرن المخاطي الناشئ عن الغشاء المخاطي.
- القرن الجلدي الثؤلولي الناتج عن الثؤلول.
- القرن الجلدي الحليمي الناشئ عن الظهارة الحرشفية الطبقية المتقرنة.
- القرن الجلدي الخيطي الناشئ عن الجلد الطبيعي أو المفرط التقرن.

لقد ابتعد مجتمع الأمراض الجلدية منذ ذلك الحين عن الأنواع الفرعية الكلاسيكية لمونتغمري لصالح نظام تصنيف يركز على السبب الكامن. على الرغم من أنه لا يزال من الممكن وصف المرضى بأنهم يعانون من قرن جلدي من النوع 5 لمونتغمري، فإن التحليل النسيجي المرضي للآفة الكامنة وتحديد علم الأمراض الكامن لاحقًا هو النموذج الحالي لتصنيف القرن الجلدي؛ أي الحميد أو ما قبل الخبيث أو الخبيث مع مجموعة متنوعة مميزة من الأسباب الكامنة المحددة لكل فئة.

### الفحص النسيجي المرضي
سيكشف التحليل النسيجي المرضي عن فرط التقرن المدمج الزائد مع أو بدون سوائية التقرن أو نظير التقرن. وعلى عكس قرون الحيوانات، تحتوي قرون الجلد البشرية على هياكل كيسية مبطنة بظهارة من النوع الشعري وتفتقر إلى عظم مركزي. القرون العملاقة (ارتفاعها>1 سم) أقل ملاءمة للتحليل المجهري. سيتم العثور على الفحص النسيجي المرضي الأساسي أسفل النتوء المتقرن.

## التشخيص
يتم تشخيص القرن الجلدي من خلال مظهره السريري.
يعد الفحص النسيجي لقاعدة القرن أمرًا بالغ الأهمية لاستبعاد الخباثة، حيث لا توجد سمات سريرية معينة يمكنها التمييز بشكل قاطع بين الآفات الحميدة وسرطان الجلد.
عادةً ما يتم استئصال الآفة تمامًا. في بعض الحالات، يتم أخذ خزعة جزئية عميقة لتحديد التشخيص.
في علم الأنسجة، يوجد سماكة في الطبقة المتقرنة أو فرط التقرن. ترتبط الطبقات الأفقية المتوازية المنظمة من الكيراتين بشكل أكبر بالآفات الحميدة. تظهر الآفات الخبيثة سريعة النمو نموًا غير منتظم. غالبًا ما يتم ملاحظة الشواك (Acanthosis). تُظهر قاعدة الآفة سمات الآفة الأساسية.

### التشخيص التفريقي
يجب التمييز بين القرون الجلدية وقائمة التشخيصات التفريقية أدناه:يتم تأكيد التشخيص من خلال العرض السريري، والتحليل النسيجي المرضي يعتبر بالغ الأهمية لتحديد السبب الكامن.
- الثؤلؤ غير التناسلي
- ورم المطرس الشعري (ورم طهاري مكلس)[22]الثاقب
- الظفر المنتبذ
- التقرن المثي
- التقرن السفعي
- سرطان الخلايا الحرشفية
- الشوكوم القرني
- مرض بوين
- الميلانوما
- سرطان الشعريات
- الورم الغدي الدهني

## المآل
يعتمد مآل آفات القرن الجلدي على عملية المرض الأولية الكامنة. يمكن أن تكون هذه الأمراض حميدة تمامًا وغير مؤلمة، حيث يُشار إلى إزالتها لأغراض تجميلية فقط. ومع ذلك، هناك فرصة كبيرة لضرورة معالجة سبب خبيث أو ما قبل خبيث. وصف يو وآخرون معدل 38.9٪ حيث تكون الآفات الأساسية في قرن الجلد لدى المريض خبيثة أو ما قبل خبيث. لذلك، لا يمكن التوصل إلى تشخيص صحيح إلا بعد التحليل النسيجي للحالة الأساسية. في إحدى الدراسات، تم العثور على AK في 83.84٪ من حالات مجموعة ما قبل السرطان، بينما تم اكتشاف SCC (موضعي أو غازي) في 93.75٪ من الحالات الخبيثة. يشير هذا إلى أن AK و SCC قد يكونان أكثر عمليات المرض الأولية شيوعًا في القرون الجلدية ذات الإمكانات المسببة للسرطان.

## العلاج/الإدارة
يمكن علاج القرون الجلدية جراحيًا أو طبيًا أو عن طريق التذرية بالليزر. ومع ذلك، يجب تشخيص القرن الجلدي بعد التقييم النسيجي نظرًا لقدرته على الظهور مثل الحالات الأخرى، مثل الظفر المنتبذ. يعمل هذا التقييم أيضًا كأكثر الطرق دقة لإثبات السبب الكامن وراء الحالة، وهي خطوة ضرورية بسبب المخاوف الخبيثة أو ما قبل الخبيثة.
تاريخيًا، تم علاج القرون الجلدية باستخدام الفصل البسيط وكي القاعدة. ومع ذلك، فإن المعيار الحالي لرعاية القرون الجلدية هو خزعة استئصالية كاملة. اعتمادًا على التشخيص النسيجي المرضي، يمكن تحديد خطة إدارة أخرى. بالنسبة للآفات الحميدة، يلزم الملاحظة، أو يمكن استئصال الآفة لأسباب جمالية ومراقبتها لاحقًا بشكل دوري. الاستئصال المحلي الواسع هو العلاج المفضل للحالات الخبيثة أو ما قبل الخبيثة. يجب تنفيذ الهوامش اعتمادًا على الحالة الخبيثة أو ما قبل الخبيثة الأساسية التي تم تشخيصها. يجب أن تكون هذه الهوامش متوافقة مع أحدث الإرشادات الخاصة بهذه الحالة.
قد تكون الليزرات الاستئصالية مثل ثاني أكسيد الكربون أو اليتريوم المضاف إليه النيوديميوم والألمنيوم مفضلة للاعتبارات الجمالية والكي الكهربائي. لا يُنصح باستخدام العلاج بالتبريد. وعلى الرغم من هذه البدائل، تظل الخزعة العميقة أو الاستئصال الكامل هما العلاجان المفضلان، مما يضمن الحفاظ على قاعدة القرن للتحضيرات النسيجية.
يجب أيضًا تقييم المرضى الذين يعانون من قرون جلدية ناجمة عن سرطان الخلايا الحرشفية الأساسي بحثًا عن النقائل. بالنسبة للمرضى المصابين بسرطان الخلايا القاعدية أو سرطان الخلايا الحرشفية، فإن التقييمات المتابعة ضرورية خلال السنوات الثلاث الأولى بعد التشخيص. ونظرًا للأسباب الأخرى للقرن الجلدي، فإن المتابعة القياسية لهذا الكيان كافية.

## حالات ملحوظة
تشانغ رويفانغ (Zhang Ruifang) التي بلغ عمرها 101 عامًا (في عام 2010)، والتي تعيش في قرية لينلو، مقاطعة خنان، الصين، نما لها قرن جلدي على جبهتها، يشبه ما سمّاه أولئك الذين فحصوها وعائلتها "قرون الشيطان". والجدير بالذكر أن هذا النمو توسع ليصل طوله إلى نحو 6 سم (2.5 بوصة). وتشكّل آخر على الجانب الآخر من جبهتها.
ليانغ شيو تشن (Liang Xiuzhen)، البالغة من العمر 87 عامًا (في عام 2015) التي تعيش في قرية غويان في مدينة زيانج، مقاطعة سيتشوان، الصين، نما لها قرن مدبب يبلغ طوله 13 سم (5.1 بوصة) من جبهتها، مما أكسبها لقب "امرأة وحيد القرن".
هوانغ يوان فان (Huang Yuanfan)، البالغة من العمر 84 عامًا (في زيوان، الصين).
شيام لال يادفا (Shyam Lal Yadav)، البالغ من العمر 74 عامًا (يعيش في ماديا براديش، الهند) نما له قرن بطول 10 سنتيمترات (4 بوصات) بعد حادث، ثم أزيل جراحيًا لاحقًا.

السيدة ديمانش (Madame Dimanche) ("أرملة الأحد")، وهي امرأة فرنسية عاشت في باريس في أوائل القرن التاسع عشر، نما لها قرن بطول 24.9 سنتيمترًا (9.8 بوصة) من جبهتها خلال ست سنوات من سن 76 عامًا قبل أن يزيله بنجاح الجراح الفرنسي الأخ جوزيف سوبربيل (1754-1846). يوجد نموذج شمعي لرأسها معروض في متحف موتر، كلية الأطباء في فيلادلفيا، الولايات المتحدة.

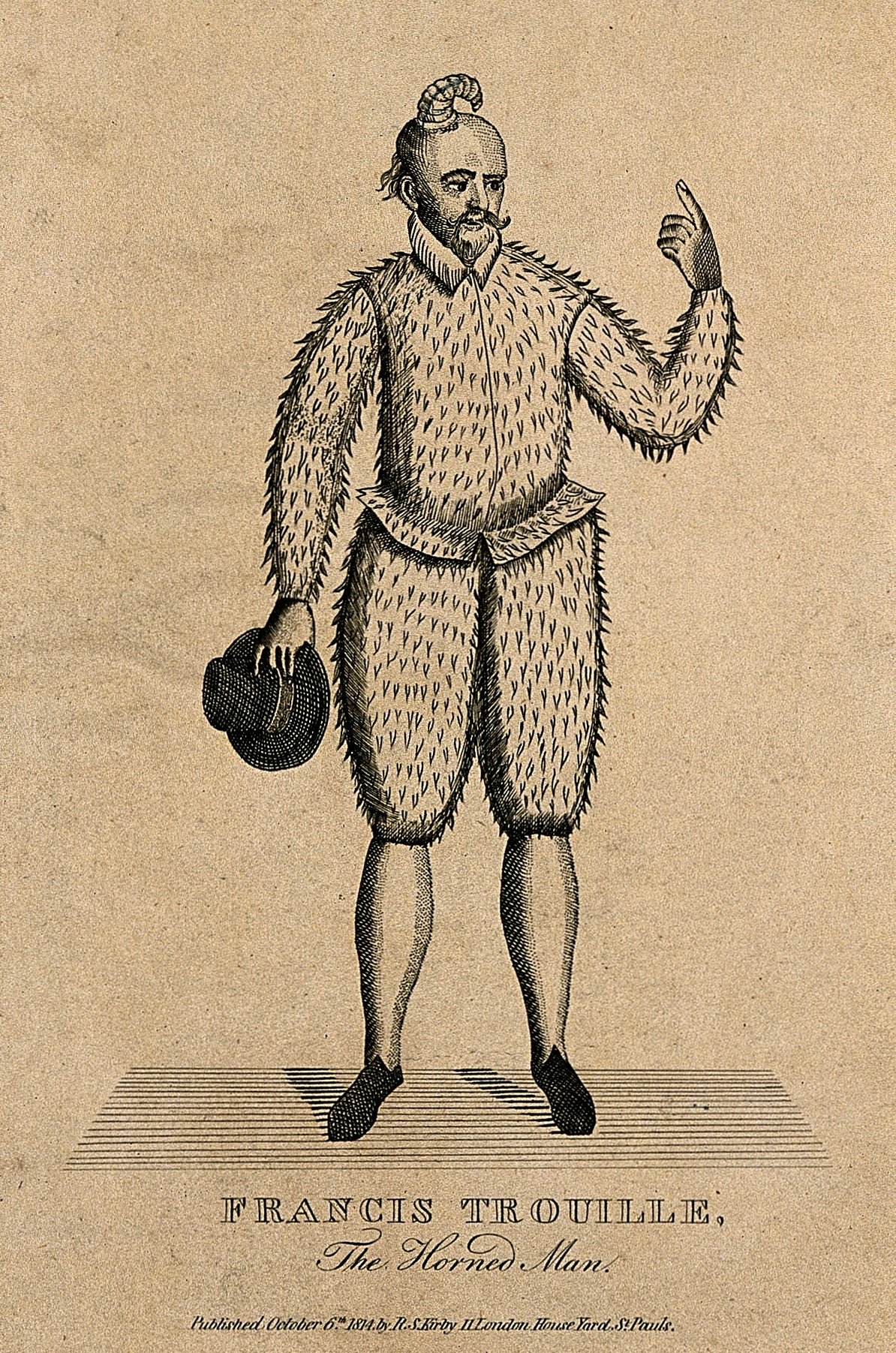
فرانسوا ترويل
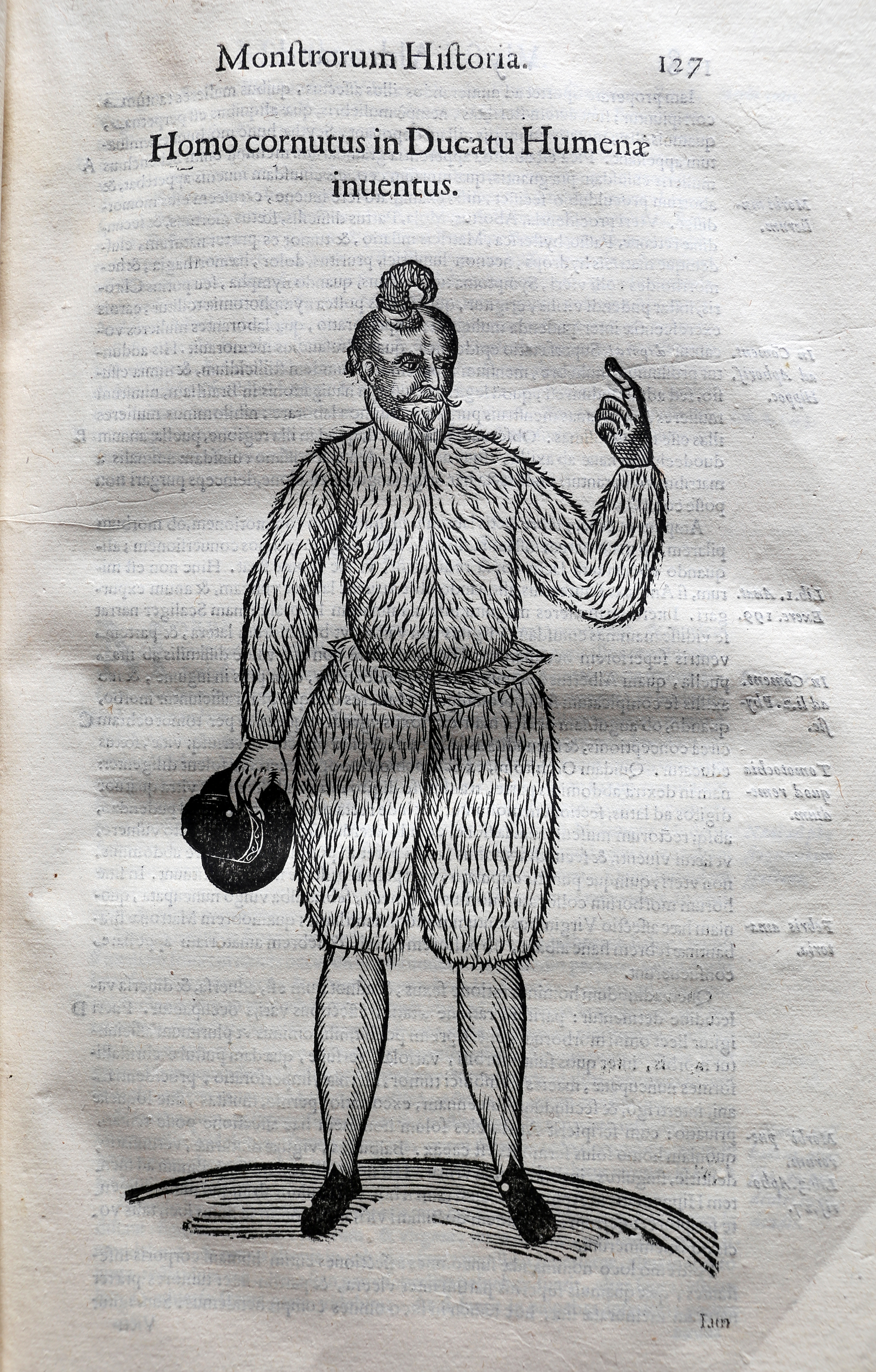
فرانسوا ترويل، في أعمال أوليسي ألدروفاندي
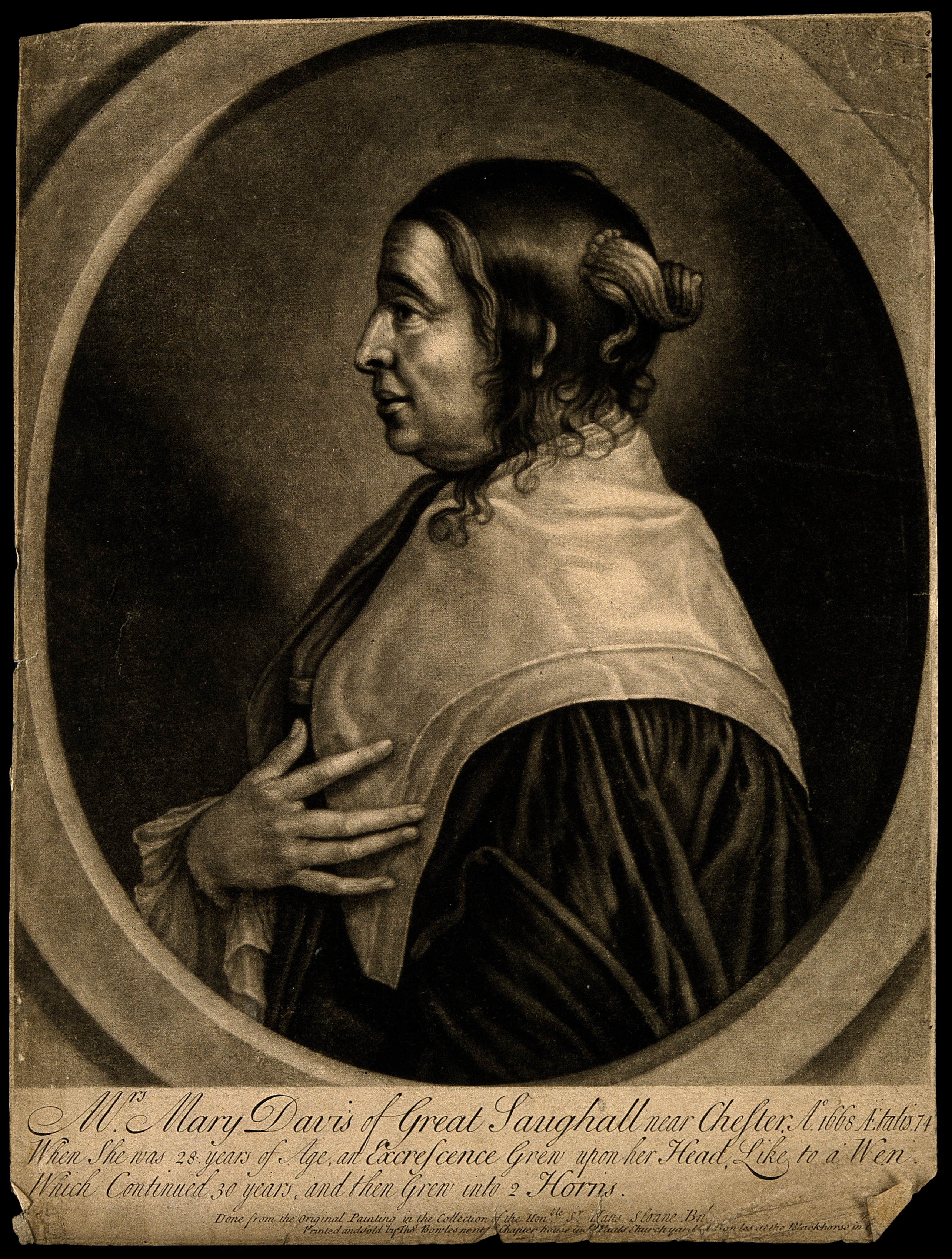
ماري ديفيس، 74 عامًا، من تشستر
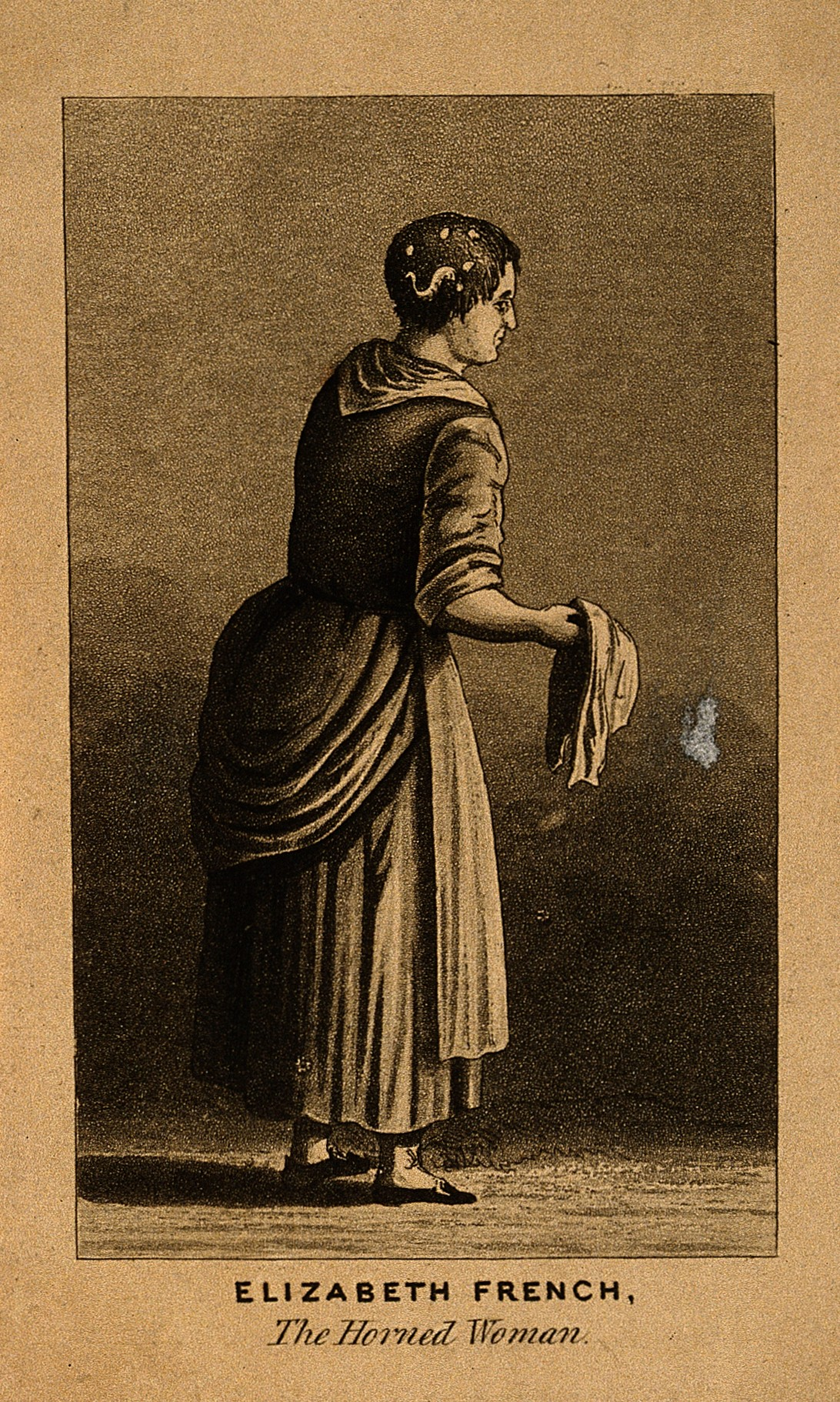
إليزابيث فرينش من تينتردين.
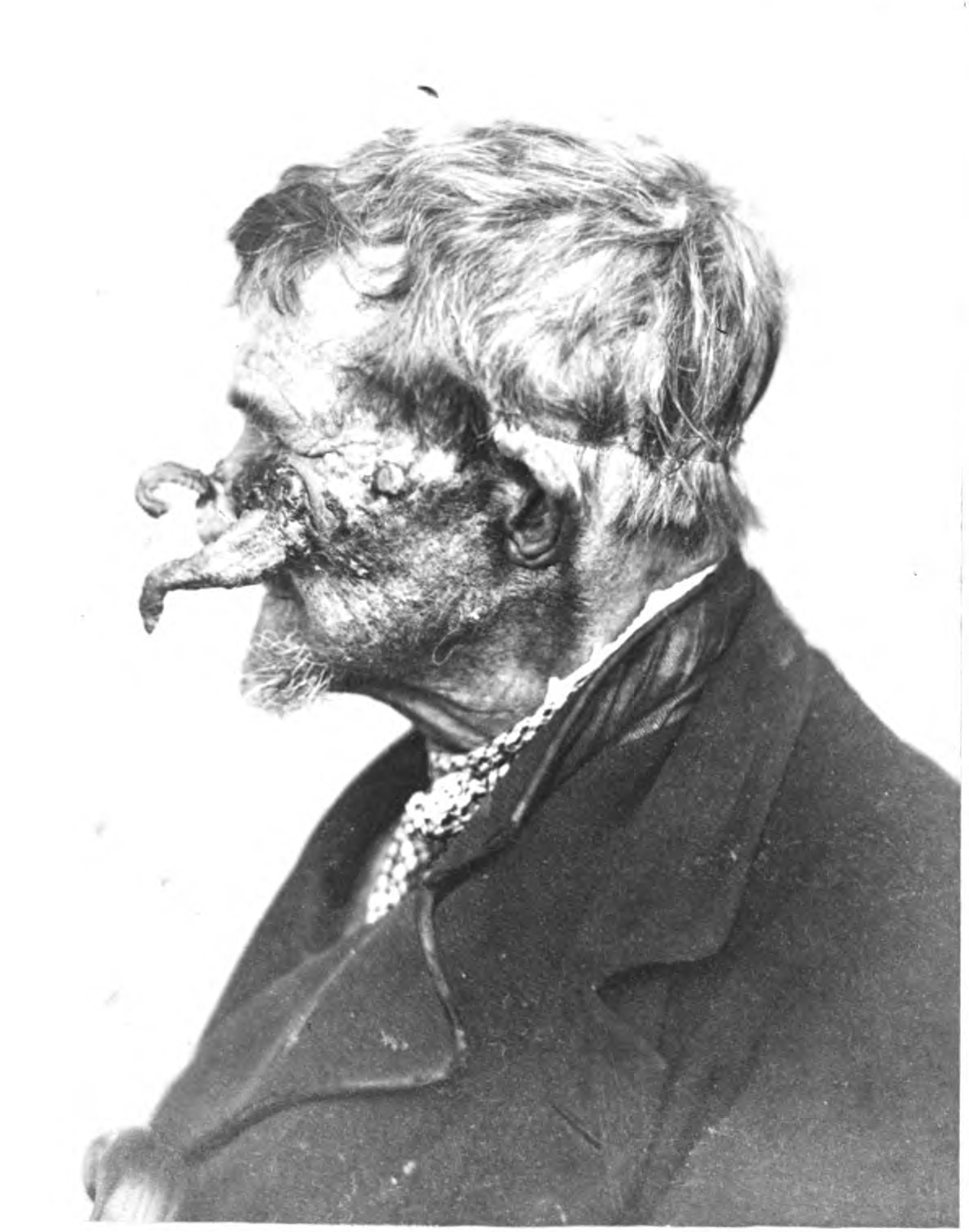
الكابتن ليفي بيكيت، أتلانتيك سيتي، 1870

## للاستزادة
- Matthew Moore (12 نوفمبر 2007). "Tree man 'who grew roots' may be cured". London: Daily Telegraph. مؤرشف من الأصل في 2007-11-13. اطلع عليه بتاريخ 2007-11-14.
- "Images of cutaneous horns". DermAtlas. مؤرشف من الأصل في 2003-04-19. اطلع عليه بتاريخ 2007-11-14.
- DiClaudio, Dennis (2006) "The Hypochondriac's Pocket Guide to Horrible Diseases You Probably Already Have", Bloomsbury Publishing, (ردمك 978-1-59691-061-4)